# Chenapian
Le chenapian est une langue papoue parlée en Papouasie-Nouvelle-Guinée dans la province de Sepik oriental.

## Classification
Le chenapian forme avec le wogamusin les langues wogamusin-chenapian. Ces deux langues font partie avec l'iwam et l'iwam du Sepik des langues iwam-wogamus, un des ensembles rattachés aux langues sepik, une des familles de langues papoues.

## Sources
- (en) Harald Hammarström, Robert Forkel, Martin Haspelmath, Sebastian Bank, Glottolog, Chenapian.